# البخرا بنت كعب
البخرا بنت كعب واسمها ماوية والبخراء لقب تطلقه العرب على المرأة إذا كانت رائحة فمها نتنة.